# لیم شی هیون
لیم شی هیون (کره‌ای: 임시현؛ زادهٔ ۱۳ ژوئن ۲۰۰۳) ورزشکار تیراندازی با کمان اهل کره جنوبی است. او نماینده کره جنوبی در بازی‌های المپیک تابستانی ۲۰۲۴ است.